# Pavetta muelleri
Pavetta muelleri är en måreväxtart som beskrevs av Cornelis Eliza Bertus Bremekamp. Pavetta muelleri ingår i släktet Pavetta och familjen måreväxter. Inga underarter finns listade i Catalogue of Life.